# Melodystowie
Melodysta lub Melodyst– warszawska rodzina klezmerska, z której pochodził Jerzy Petersburski, a po matce Henryk Gold. Alfred Melodysta był autorem muzyki do piosenek Fiakier  i Ja chcę tak naprawdę wykonywanych przez Hankę Ordonównę.  Ja chcę tak naprawdę nagrały Kinga Preis i Jolanta Fraszyńska (płyta Syrena Elektro). Według Marii Wacholc Fred Melodyst był autorem muzyki do piosenki Czerwone jabłuszko.